# Kobus (stripfiguur)
Kobus is een van de nevenfiguren uit Jan, Jans en de kinderen. Hij is gebaseerd op Fury, een witte pony die een van de huisdieren was van tekenaar Jan Kruis.

## In de verhalen
Kobus maakt zijn opwachting in stripje 298, dat verscheen in album 7 (1977), wanneer het gezin Tromp net verhuisd is naar een boerderij in Drenthe. Hij wordt van het slachthuis gered en als Sinterklaascadeau aan de jongste dochter Catootje gegeven. Zodoende krijgt Kobus een goed tehuis en een eigen stalletje. 
Catootje is gek op hem, maar heeft heel wat met haar pony te stellen. Zo houdt Kobus niet van een wasbeurt, kan hij niet tegen tractors en gaat hij het liefst zijn eigen gang. Ook verafschuwt Kobus drafbanen waardoor het debuut van Catootje een grootscheepse afgang wordt. Vanwege dit gedrag dreigt Jan regelmatig de paardenslager te bellen. Jeroentje moet niets van Kobus hebben, maar met zijn onverschillige houding maskeert hij alleen maar dat hij bang is voor paarden. 
Wat Kobus Catootje allemaal aandoet, lijkt hij pas te beseffen wanneer zijn stal op het punt staat om te worden afgebroken omdat die zonder vergunning is gebouwd. Kobus krijgt een nieuwe kans, maar zijn rol in de strip wordt gaandeweg kleiner doordat Catootje zich na album 11 met andere zaken bezighoudt dan paardrijden. 
In tegenstelling tot de meeste overige personages uit de strip wordt Kobus wel ouder.